# Burkardroth
Burkardroth ist ein Markt im unterfränkischen Landkreis Bad Kissingen.

## Geografie

### Geografische Lage
Die Marktgemeinde liegt im Naturpark Bayerische Rhön und zugleich im Biosphärenreservat Rhön der UNESCO; ein Teil des Gemeindegebietes gehört darüber hinaus zum Naturschutzgebiet Schwarze Berge. Der tiefste Punkt der Marktgemeinde liegt mit ca. 270 m im Bereich der Borstmühle im Aschachgrund und die höchste Erhebung auf ca. 839 m beim Füllsender des Totnansbergs. Die Seehöhe der Ortsteile dagegen schwankt zwischen ca. 280 m in Frauenroth und ca. 435 m in Waldfenster.
Der Ort ist etwa 14 Kilometer von der Kreisstadt Bad Kissingen entfernt. Im Norden grenzt die Gemeinde an den Landkreis Rhön-Grabfeld.

### Gemeindegliederung
Es gibt 23 Gemeindeteile (in Klammern ist der Siedlungstyp angegeben):
- Borstmühle (Einöde)[5][6]
- Burkardroth (Hauptort)[7]
- Frauenroth (Kirchdorf)
- Gefäll (Kirchdorf)
- Hartmühle (Einöde)[8][9]
- Katzenbach (Kirchdorf)
- Kesselmühle (Einöde)[10][11]
- Lauter (Kirchdorf)
- Melchersmühle (Einöde)[12][13]
- Metzenmühle (Einöde)[14][15]
- Oehrbachsmühle (Einöde)[16][17]
- Oehrberg (Kirchdorf)
- Ölmühle (Einöde)[18]
- Premich (Pfarrdorf)
- Schafmühle (Einöde)[19][20]
- Schmalzmühle (Einöde)[21][22]
- Stangenroth (Pfarrdorf)
- Steinberg (Dorf)[23]
- Stralsbach (Pfarrdorf)
- Waldfenster (Pfarrdorf)
- Walkmühle (Einöde)[24][25]
- Wollbach (Dorf)
- Zahlbach (Dorf)

## Geschichte

### Name

#### Etymologie
Der Ortsname ist ein Rodungsname. Er besteht aus dem Personennamen des Ortsgründers burkart und dem mittelhochdeutschen Wort rode. Als Erklärung ergibt sich daraus „Rodung des Burkarts“.

#### Frühere Schreibweisen
Frühere Schreibweisen des Ortes aus diversen historischen Karten und Urkunden:
- 1136 „Burkarterode“
- 1140 „Burcarderod“
- 1162 „Burchartrode“
- 1193 „Burchartesrode“
- 1329 „Burchardrode“
- 1453 „Burgkartrode“
- 1457 „Burkhartzrode“
- 1661 „Burckardtroda“
- 1799 „Burkardroth“

### Eingemeindungen
Der Markt wurde im Zuge der Gebietsreform in Bayern am 1. Januar 1972 im Zuge der kommunalen Neuordnung Bayerns durch den Zusammenschluss der Gemeinden Burkardroth, Frauenroth, Gefäll, Katzenbach, Lauter, Oehrberg, Stralsbach, Waldfenster, Wollbach bei Bad Kissingen und Zahlbach neu gebildet. Am 1. Mai 1978 kamen Premich und Stangenroth hinzu.

### Einwohnerentwicklung
Im Zeitraum 1988 bis 2018 sank die Einwohnerzahl von 7603 auf 7428 um 175 Einwohner bzw. um 2,3 %. 1993 hatte der Markt 7994 Einwohner.

## Politik

### Gemeinderat
Nach der letzten Kommunalwahl 2020 setzt sich der Marktgemeinderat aus 20 Mitgliedern zusammen. Weiteres Mitglied und Vorsitzender des Gemeinderates ist der Erste Bürgermeister. Die Wahlbeteiligung lag bei 69,31 % mit 77.142 abgegebenen gültigen Stimmen. Die Wahl brachte folgendes Ergebnis:
| Name des Wahlvorschlagsträgers            | Kürzel         | Gültige Stimmen | Sitze |
| ----------------------------------------- | -------------- | --------------- | ----- |
| Christlich-Soziale Union in Bayern e. V.  | CSU            | 10.564          | 3     |
| Freie Wähler der Pfarrei                  | FWB            | 12.706          | 3     |
| Bürgerblock Premich                       | BB Premich     | 10.363          | 3     |
| Wählergemeinschaft Stangenroth            | WG Stangenroth | 10.056          | 2     |
| Christliche Wählergemeinschaft Lauter     | CWG Lauter     | 6.432           | 2     |
| Wählergemeinschaft Gefäll                 | WG Gefäll      | 6.087           | 2     |
| Wählergemeinschaft Waldfenster            | WG Waldfenster | 7.383           | 2     |
| Christliche Wählergemeinschaft Stralsbach | CWG Stralsbach | 4.945           | 1     |
| Christliche Wählergemeinschaft Oehrberg   | CWG Oehrberg   | 4.259           | 1     |
| Wählergemeinschaft Katzenbach             | WG Katzenbach  | 4.347           | 1     |

### Bürgermeister
Bei der Bürgermeisterwahl von 2008 musste sich Amtsinhaber Emil Müller (CSU) mit 49,5 % knapp seinem Herausforderer Waldemar Bug (ÖDP) geschlagen geben, der 50,5 % erreichte und mit einem Vorsprung von nur 45 Stimmen die Wahl gewann. Bug ist gleichzeitig das erste ÖDP-Mitglied, dem der Sieg bei einer Bürgermeisterwahl gelang. Bug wurde im März 2014 mit 95,7 % der Stimmen wiedergewählt.
Im Jahr 2020 wurde Daniel Wehner (CSU) mit 2.923 Stimmen (69,93 %) zum Bürgermeister gewählt.

### Wappen
| | Blasonierung: „Geteilt, oben gespalten; vorne geschacht von Rot und Silber; hinten in Silber zwei schräg gekreuzte, rote Streitkolben; unten in Blau zwei schräg gekreuzte, wachsende, silberne Lilienstängel.“ |
| Wappenbegründung: Die Gemeinde Burkardroth besteht seit 1972 aus den Gemeinden Burkardroth, Frauenroth, Gefäll, Katzenbach, Lauter, Oehrberg, Stralsbach, Waldfenster, Wollbach und Zahlbach. Die gekreuzten Lilienstängel sind dem Wappen des früheren Zisterzienserinnenklosters Frauenroth entnommen. Otto Graf von Botenlauben-Henneberg verkaufte 1231 seine Besitzungen an Würzburg und gründete 1234 dieses Kloster, das 1574 wieder aufgehoben wurde. Das Rot-Silber-Schach ist dem Wappen der Grafen von Botenlauben-Henneberg entnommen, die für das Gemeindegebiet von großer Bedeutung waren. Die gekreuzten Streitkolben stammen aus dem Wappen der Forstmeister von Lebenhan-Rotenkolben. Sie stehen für die Orte der Gemeinde, die im so genannten Salzforst durch Rodung entstanden. Das Wappen wurde am 28. Juni 1974 von der Regierung von Unterfranken verliehen. | |

### Gemeindefreundschaft
Seit 1989 besteht eine Gemeindefreundschaft mit der Gemeinde Ense in Nordrhein-Westfalen.

## Sehenswürdigkeiten und Denkmäler

### Sehenswürdigkeiten
Die bedeutendsten Sehenswürdigkeiten des Marktes sind die Pfarrkirche St. Petrus in Ketten aus dem 17. Jahrhundert, die Lächelnde Madonna von Lauter, die Museumsscheune in Katzenbach sowie die Klosterkirche Frauenroth mit dem Hochgrab von Otto von Botenlauben und seiner Frau Beatrix.

## Tourismus und Freizeit
- Im Markt Burkardroth gibt es eine Vielzahl an Unterkünften und Gasthäusern.[38][39]
- Es gibt eine große Auswahl an Wanderwegen; u. a. können Wanderer von Burkardroth aus den Hochrhöner begehen.[40]

## Pfarrer
| Name | Tätigkeitszeitraum                    |
| --- | ------------------------------------- |
| Johann Pfeffer                                                                                              | 1568–1574                             |
| Johann Weißensel                                                                                            | ab 1575                               |
| Peter Wassermann                                                                                            | 1584–1600                             |
| Erhard Graf                                                                                                 | 20. Februar 1604–3. Juli 1615 (†)     |
| Kilian Kreith                                                                                               | ab 29. Juli 1615                      |
| Michael Baumann                                                                                             | ab 3. September 1633                  |
| Michael Heilmann († vermutlich 1683 in Hammelburg)                                                          | 1636–1647                             |
| Nikolaus Sonnenborn                                                                                         | 7. Juni 1647–1651                     |
| Georg Riegler                                                                                               | 18. März 1651–1652                    |
| David Kempf                                                                                                 | 1653–1655                             |
| Markus Franz                                                                                                | 3. September 1655–1659                |
| Johann Hohmann                                                                                              | 22. Februar 1659–1669                 |
| Gottfried Römscheid                                                                                         | Februar 1669–1681                     |
| Valentin Schöppner († 26. Juni 1706 in Burkardroth)                                                         | 22. Februar 1681–26. Juni 1706 (†)    |
| Johann Michael Schreyer († 28. Februar 1735 in Burkardroth)                                                 | 1706–28. Februar 1735 (†)             |
| Andreas Endres († 11. Juni 1758 in Burkardroth)                                                             | 4. Mai 1735–11. Juni 1758 (†)         |
| Johann Caspar Saar (* 1701 in Rottershausen, † in Burkardroth)                                              | 25. Juli 1758–1763                    |
| Franz Martin Höfling (* in Oberfladungen, † 12. März 1791 in Burkardroth)                                   | 27. Juni 1763–12. März 1791 (†)       |
| Franz Alexander Fischer (* 5. August 1748 in Bütthard, † 19. Juni 1809 in Kolitzheim)                       | 1791                                  |
| Andreas Schwinn                                                                                             | 9. April 1792–1805                    |
| Georg Adam Krug († 16. Mai 1810 in Burkardroth)                                                             | 20. März 1805–16. Mai 1810 (†)        |
| Georg Joseph Tann (* 2. Februar 1756, † 30. März 1824 in Burkardroth)                                       | 22. Juli 1810–30. März 1824 (†)       |
| Michael Friedrich Kleer (* 8. April 1778 in Volkach, † 15. August 1833 in Volkach)                          | 1824–1832                             |
| Jakob Hock (* 24. Juni 1801 in Waldaschaff, † 27. August 1880 in Ebern)                                     | 11. November 1832–1849                |
| Caspar Friedrich († 7. April 1856 in Burkardroth)                                                           | 1849–7. April 1856 (†)                |
| Jakob Deigeli (* 8. Mai 1811 in Forchheim, † 30. April 1874 in Burkardroth)                                 | 1856–30. April 1874                   |
| Michael Joseph Kahler (* 6. September 1874 in Burglauer, † 18. November 1918 in Schwebenried)               | 6. September 1874–1884                |
| Otto Blumenkamp (* 29. April 1850 in Blankenstein, † 8. Juni 1894 in Burkardroth)                           | 15. Januar 1885–8. Juni 1894 (†)      |
| Eugen Huber (* 27. Juli 1865 in Untergröningen, † 9. Januar 1934 in Aschaffenburg)                          | September 1894–1901                   |
| Joseph Frey (* 4. Februar 1867 in Greßhausen, † 31. März 1952 in Münnerstadt)                               | 21. Januar 1902–1909                  |
| Ludwig Kolb (* 6. November 1876 in Retzstadt, † 10. September 1942 in Burkardroth)                          | 19. Dezember 1909–10. September 1942  |
| Hans Hain (* 8. April 1906 in Königshofen i. Gr., † 2. Oktober 1957 in Burkardroth)                         | 22. November 1942–2. Oktober 1957 (†) |
| Karl Fischer (* 7. November 1909 in Mühlhausen, † 29. April 1971 in Bad Kissingen, bestattet in Mühlhausen) | 15. Dezember 1957–29. April 1971      |
| Anton Reinhard (* 29. September 1928 in Greßhausen, † 24. Oktober 2017 in Untertheres)                      | 29. August 1971–11. März 2001         |
| Armin Haas (* 10. September 1962 in Lohr am Main)                                                           | 15. März 2001–23. September 2007      |
| Marcus Lux (* 10. Februar 1977 in Miltenberg)                                                               | 2008–20. November 2011                |
| Stephan Hartmann (* 23. März 1957 in Schimborn)                                                             | seit 5. Oktober 2014                  |